# Sandwith
Sandwith is een dorp in de Borough of Copeland in het Engelse graafschap Cumbria. Het ligt niet ver van de kust ongeveer drie km ten zuiden van Whitehaven. In 1870 waren er 333 inwoners en 74 woningen. Bij de census van 2001 werden 2463 inwoners in 1057 huishoudens geteld.
Vanuit het dorp loopt een weg westwaarts naar het oorspronkelijk 18e-eeuwse St Bees Lighthouse en het strand. Ten zuidwesten van het dorp ligt een natuurgebied van de Royal Society for the Protection of Birds, waar onder meer de alk, zwarte zeekoet en papegaaiduiker kunnen worden aangetroffen.
In 1804 werd de basisschool van Sandwith geopend, betaald uit de opbrengsten van de mijnbouw. Vanaf het midden van de 18e eeuw werd er uit een lokale mijn op kleine schaal steenkool en albast gedolven, en anhydriet voor de productie van gips, cement en zwavelzuur. De laatste mijn was in bedrijf van 1952 tot 1984.
De vondst van een enkele munten uit de tijd van Hadrianus wijst op de sporadische aanwezigheid van Romeinen in het gebied. De naam van het dorp is van Scandinavische herkomst.